# Sara Teasdale
Sara Teasdale (St. Louis, 8 agosto 1884 – 29 gennaio 1933) è stata una poetessa statunitense.
Nacque Sara Teasdale Trevor e dopo il suo matrimonio nel 1914 prese il nome di Sara Teasdale Filsinger.

## Biografia
Sara Teasdale nacque l'8 agosto 1884.
Sua madre era Mary Elizabeth Willard e suo padre John Warren Teasdale.
Era la figlia minore di una famiglia di due fratelli e una sorella.
Sara era di costituzione fragile e fu spesso ammalata.
Visse pertanto protetta in seno alla sua famiglia fino all'età di nove anni sviluppando un mondo immaginario all'interno del suo universo solitario.
A 10 anni i suoi genitori infine decisero di permetterle di uscire e di entrare in contatto con l'esterno.
Solo all'età di 14 anni stette abbastanza bene per iniziare la scuola ma non ottenne alcun diploma.
La prima poesia della Teasdale fu pubblicata sul Reedy's Mirror, un giornale locale, nel 1907.
La sua prima raccolta di poesie, "Sonetti e altre poesie", fu pubblicata quello stesso anno.
La seconda raccolta di poesie, "Elena di Troia e altre poesie", fu pubblicata nel 1911.
Furono bene accolte dalla critica, che ne elogiò la maestria lirica e il soggetto romantico.
Negli anni 1911-1914, la Teasdale fu corteggiata da alcuni uomini, tra cui il poeta Vachel Lindsay, che era molto innamorato di lei.
Tuttavia, non avendo la sensazione che egli le avrebbe potuto garantire una sufficiente tranquillità economica e stabilità familiare, la Teasdale preferì invece sposare Ernst Filsinger, che era stato un ammiratore della sua poesia per un certo numero di anni, il 19 dicembre 1914.
La terza raccolta di poesie della Teasdale, "Fiumi verso il mare", fu pubblicata nel 1915 e fu un best seller, ristampato più volte.
Un anno dopo, nel 1916 si trasferì a New York con suo marito, dove risiedettero in un appartamento dell'Upper West Side di Central Park West.
Nel 1918, la sua raccolta di poesie "Love Songs" (uscita nel 1917) vinse tre premi: il premio di Poesia della Columbia University Society, il Premio Pulitzer 1918 per la poesia e il premio annuale della Società di Poesia d'America.
Ernst Filsinger era spesso via di casa a lungo per affari la qual cosa causò molta solitudine per la Teasdale.
Nel 1929, la Teasdale si trasferì in Missouri per tre mesi in modo da soddisfare i criteri per ottenere il divorzio.
Di questo non volle informare Filsinger e lo fece solo su insistenza dei suoi avvocati.
La cosa scioccò e sorprese Filsinger.
Dopo il divorzio, la Teasdale ritornò a New York City, andando ad abitare a soli due isolati di distanza dalla sua vecchia casa in Central Park West.
Tuttavia ne approfittò per riprendere la sua amicizia con Vachel Lindsay, che era ormai sposato con figli.
Nel 1933, si suicidò con un'overdose di sonniferi.
Il suo amico Vachel Lindsay si era suicidato due anni prima.
È sepolta nel cimitero di Bellefontaine a St. Louis.

## Influenze
La poesia "Verranno le dolci piogge" della sua raccolta "Fiamma e Ombre" del 1920 ispirò una famosa storia breve con lo stesso nome di Ray Bradbury.
I poemi di Teasdale "La Nuova Luna", "Solo nel Sonno" e "Stelle" divennero pièce corali di Ēriks Ešenvalds, compositore lettone, per Musica Baltica. "Stelle" è divenuto molto famoso per l'uso di bicchieri di cristallo per ottenere il suono calmante delle "stelle".
Nel 1994, fu accolta nella St. Louis Walk of Fame.
Nel 2010, le opere di Sara Teasdale sono state per la prima volta pubblicate in Italia, con la traduzione di Silvio Raffo.